# 岡野陽一
岡野 陽一（おかの よういち、1981年〈昭和56年〉11月29日 - ）は、日本のお笑い芸人。プロダクション人力舎所属。R-1ぐらんぷり2019、及びキングオブコント2014、2015（巨匠として）、2022（最高の人間として）ファイナリスト。

## 経歴
福井県敦賀市出身、京都産業大学外国語学部英米語学科中退。
スクールJCA17期出身で、かつては同期の本田和之とコンビ「巨匠」を組んでいた。2014年と2015年のキングオブコントにて決勝進出するも、2016年1月を以って解散。以降はピン芸人として活動しているが現在もコンビ名を頭に付け、元・巨匠岡野と呼称される機会も多い。
2018年、主演映画『岡野教授の千年花草譚』が公開。翌年には続編も公開されている。
2020年6月、LINEビデオ通話に閉じこめられた芸人として話題となる。
2021年11月4日放送の『東京03の好きにさせるかッ!』（NHKラジオ第1）にて、事務所の先輩である東京03との合同ラジオコント「偉くなりたい」を作る。約2年ぶりに書いた新ネタだった。
2022年7月、初の単独ライブ「岡野博覧会」を開催。切羽詰まらないとネタも書けない岡野のために、飯塚悟志（東京03）が草月ホールを抑えて追い込んだ。
2022年、事務所の後輩である吉住と即席ユニット「最高の人間」を結成。同年のキングオブコントに出場し、大会史上初となるユニットでの決勝進出を果たした。また『M-1グランプリ』や『THE MANZAI』など賞レースを含め、相方を変え別のコンビで再び決勝進出を果たしたのは岡野が初である。2022年10月8日に行われたKOC決勝は10組目に登場。462点で6位に終わり大会史上初となるユニットでの優勝はならなかったものの、今後もユニット存続を願う声が多数寄せられている。Paraviで配信された大反省会では吉住に土下座をし「来年も出たい」と懇願するも、2023年、2024年共に出場していない。

## 芸風
主にコント。巨匠時代に引き続き、社会からはみ出してしまった”おじさん”を演じるネタが中心。『R-1ぐらんぷり2019』で披露した「やさしさ」を含め、「小学生にパチンコを教えるおじさん」「大阪のおばちゃん」「栃木」という4つの持ちネタがある。

## 人物
- 身長173cm、体重70kg。血液型B型。口髭が特徴。メディア出演の際は主に黒のスウィングトップを着用する（エメラルドグリーンのカーディガンを着用していた時期もあった）。
- 浪費癖があり、パチンコや競馬などのギャンブル好きが影響して借金が1000万円[6][7] - 1300万円以上あるが、相手の言い値任せであるため本人も把握し切れていない[8]。しかし怖い目に遭わされてはおらず、現在は業者ではなく計7人程の友人から借りているため金利もない。
- 借金の原点は8歳の頃で、平成初頭に自動販売機の飲み物が増税され10円足りなかったことで友人から借りる[9]。それから学生ローンを借りるまでの10年間は”人並み”の人生だったという。
- 中学生までは、神童と呼ばれていたが、高校受験時は普通程度。ソフトボールをやっていた[10]。
- 高校卒業後に大学進学が決まっていた3月、当時の彼女の影響でパチンコにハマり出す[9]。当初は負けを取り戻すためだったという。京都の大学に通うも4年間単位0で中退、奨学金も借りていた。その間の学生ローンは4社、5社から120万円 - 150万円借用していた。この時点でそれ以上借りようとしたもののキャッシング業者のおじさんに「これ以上借りたら首くくらなアカンくなるで」と忠告され、翌日から真剣にパチンコをやり出した[8]。雨の日も風の日も通い詰めてデータを取り店の傾向を調べた結果、月に50万円勝つようになりわずか2年間で24歳の時に完済[8]。地元・福井へ戻り工場に勤めるも一念発起、26歳で芸人を目指した[6]。
- 芸人を目指すきっかけは中学時代に観た『ダウンタウンのごっつええ感じ』で、出演する芸人の稼ぎの良さに憧れたため。高校2年時に友人を誘い、卒業後に吉本興業へ入ろうとしたがその友人が就職してしまい断念。人力舎を選んだのは探していた時期にそこのオーディションしかやっていなかったためであった。上京後は28歳で消費者金融から借りられなくなり、現在の全国の友人から借りるスタイルになる。
- 金を借りる相手は自分にとって大切で大好きな友人と決めており、「必ず返す、嘘をつかない、債権者様への感謝を忘れない」をモットーにしている[11]。
- 「8万円以上貸してくれる人は100万円まで貸してくれる」という自論を持つ[12]。
- 2019年頃から、三鷹の大口の友人（同期の元芸人井村俊哉）に無金利無担保で借金する代償として木曜日を差し出している。そのため、岡野にとっての1週間は6日[13]。
- 吉住が第4回『女芸人No.1決定戦 THE W』にて優勝、賞金1000万円を獲得した際はお祝いの言葉と共に「新しい債権者様の誕生だー!」とツイートした[14][15]。
- 2021年現在、タワーマンションに住む彼女と同棲している[16]。
- 妹からは「貴様」と呼ばれている。
- 下ネタが嫌い。
- 新幹線のグリーン車が嫌い。

## 賞レース戦績
- 2018年 第9回お笑いハーベスト大賞 本戦会進出[17]
- 2019年 第19回決戦!お笑い有楽城 優勝
- 2019年 R-1ぐらんぷり 決勝進出（敗者復活ステージ1位で復活[18]）
- 2020年 ラ・ママ新人コント大会NABE-1グランプリ 〜こんな時だからスペシャル〜 優勝
- 2025年 R-1グランプリ 準決勝進出[19]

## 出演

### テレビ
レギュラー
- ドランクドラゴンのバカ売れ研究所!（2017年5月 ‐ 、BS12 Twellv）‐ 研究員[20]
- 初体験の扉～閲覧注意！クズ芸人（秘）潜入レポ～（2020年10月13日 ‐ 2020年12月22日、エンタメ～テレ☆シネドラバラエティ）‐ レギュラー[21]
- 新王庭伝説（2021年4月 - 2022年9月、テレビ埼玉）
- 〜なぜここにいるの?〜ごみ物語（2023年4月7日 - 2024年3月28日、テレビ朝日）
- イタズラジャーニー（2022年10月15日 - 2024年9月28日、フジテレビ）- イタズラ劇団員

単発
- 人生逆転バトル カイジ（2017年12月28日、TBSテレビ）
- 初詣!爆笑ヒットパレード内爆笑レッドカーペット（2018年1月1日、フジテレビ）レッドカーペット賞 - キャッチコピーは「お金貸してください」
- 前略、西東さん（2018年4月28日、中京テレビ[22]）
- ゴッドタン（2018年5月19日[23]・2020年10月10日、テレビ東京）
- オールスター後夜祭（2018年10月7日[24]・2019年4月7日[25]・2021年3月28日[26]、TBSテレビ）
- 芸人報道（2019年1月8日、日本テレビ）
- 有吉弘行のダレトク!?（2019年2月26日、フジテレビ）
- ウチのガヤがすみません!（2019年3月12日、日本テレビ）
- アメトーーク!（2019年4月25日・9月12日、テレビ朝日）
- 東北魂TV（2020年3月1日、BSフジ）コーナー「闇金マギジマくん」に出演
- 突然ですが占ってもいいですか？（2022年7月、フジテレビ）[27]

#### テレビドラマ
- 時効警察はじめました（2019年11月15日、テレビ朝日） -「ラーメン巨匠」の店主・瀬尾 役
- 妻、小学生になる。 第1話（2022年1月21日、TBSテレビ） - 行列の男 役
- コンビニ★ヒーローズ〜あなたのSOSいただきました!!〜 第5話（2022年11月9日、関西テレビ 他） - 沼田 役[28]
- アトムの童 第5話（2022年11月13日、TBSテレビ） - 神技 役[29]
- 心霊内科医　稲生知性　第3話（2023年3月29日）　-   不動産会社の営業マン・武田 役
- ラストマン-全盲の捜査官- 第4話（2023年5月14日、TBSテレビ） -  柿谷憲邦 役[30]
- 家族だから愛したんじゃなくて、愛したのが家族だった 第3話・最終話（2023年5月28日・7月16日、NHK BSプレミアム/NHK BS4K） - 瀬尾 役

### ウェブテレビ
レギュラー
- 矢口真里の火曜The NIGHT（2016年4月12日 - 2022年12月28日[31]、AbemaTV）ｰ アシスタントMC[32]
- もぐら×岡野の『くずパチ』（2021年3月27日 - 、新!王庭チャンネル/YouTube）
- おかのさんといっしょ（2022年9月11日 - 、V⭐︎パラダイス）- 月2回隔週更新。
- 大脱出（2023年2月22日、DMM TV）[33]
- ロンドンハーツ 究極恋愛シミュレーション ラブマゲドン 全3回（2023年9月12日 - 26日、TELASA）[34]

単発
- 竹山と飲める店 ベロベロ人生相談（2016年3月16日、Abema SPECIAL）[35]
- 完全生中継 坊主麻雀（2016年6月18日、Abema SPECIAL）
- 第二回坊主麻雀（2016年7月31日、Abema SPECIAL）
- 今年の垢を落とすぞ! よゐこ濱口が素人娘の家を12時間ハシゴ風呂!（2016年12月30日 - 12月31日、AbemaPremierチャンネル）[36]
- あの企画、ちょっとお借りします（2017年3月7日 - 3月28日、Abema SPECIAL） - 全4回[37]
- やぐフェス〜アイドルを原宿で見るか、アベマでみるか〜（2017年12月3日、原宿アストロホール、AbemaTV）– シークレットゲスト・岡野
- X The NIGHT 2周年記念SP（2018年4月29日、AbemaTV）[38]
- カンニング竹山の土曜The NIGHT（2018年4月8日、2019年4月14日[39]、2020年1月12日[40]、5月17日、AbemaTV）
- R−1ぐらんぷり延長戦 ファイナリスト大反省会 〜同情するなら仕事くれ!SP〜（2019年3月10日、GYAO!）
- 岡野陽一の火曜じゃNIGHT ～日本一のぱちんこ・パチスロ芸人が初冠特番!（2019年9月24日、10月1日、AbemaTV） - MC[41]
- 時効警察とくべつへん 刑事課・彩雲真空（2019年11月23日・11月30日、AbemaTV・ビデオパス） - 「ラーメン巨匠」の店主・瀬尾 役[42]
- Merry ボートレース GRAND PRIX（2019年12月22日、AbemaTV）[43]
- みんなのパチンコフェスON LINE 28時間 真夏のパチンコ頂上決戦（2021年8月13日 - 8月14日、日本遊技機工業組合）- 青組キャプテン
- みんなのパチンコフェス2023（2023年11月4日、日本遊技機工業組合／KIBUN PACHI-PACHI委員会）- MC[44]

### 映画
- 岡野教授の千年花草譚 幻のキノコを探せ（2018年5月公開、2020年3月13日公開[45]、トリプルアップ） - 岡野 馬楠 役
- 岡野教授の南極生物譚（2019年3月公開、トリプルアップ） - 岡野 馬楠 役[46]
- 愛がなんだ（2019年4月19日公開、エレファントハウス）[47]
- 恋するふたり（2019年5月3日公開、ユナイテッドエンタテインメント） - ジョウノウチ 役[48]
- 私をくいとめて（2020年12月18日公開、日活） - コロッケ屋店主 役[49][50]
- ウェディング・ハイ（2022年3月12日公開、松竹） - 料理長 役
- 岡野教授の高校協奏譚（2024年6月28日公開予定、MinyMixCreati部） - 岡野 馬楠 役[51]

### ラジオ
- マイナビ Laughter Night（TBSラジオ）
- 第19回 決戦!お笑い有楽城（2018年4月7日、ニッポン放送）
- 岡野陽一のオールナイトニッポン0(ZERO）（2018年6月9日、ニッポン放送）（第19回 決戦!お笑い有楽城 の優勝特典）
- 空気階段の踊り場（TBSラジオ） - 2018年9月28日（鈴木もぐら（空気階段）のピンチヒッター[52]）、2019年12月6日
- 第20回 決戦!お笑い有楽城（2019年3月30日、ニッポン放送）（前回優勝者として） - MC
- 岡野・村重の無担保酒場（2023年3月25日、FBCラジオ）[53]

### CM
- 住友生命保険『1UP（ワンアップ）』（2016年）[54]
- 出前館「出前館×AbemaTV」（2018年12月 - 2019年1月） - 矢口真里の火曜The NIGHTとの番組タイアップCM[55]

### PV
- マカロニ&チーズ（グデイ）2020年11月4日[56] - CDジャケットにも出演

### ライブ
- 「東京 桜」（吉住、ザ・マミィと共に、2019年3月15日、新宿バティオス[57]）
- 「東京初鰹」（吉住、ザ・マミィと共に、2019年5月17日、新宿バティオス[58]）
- 「東京蝉時雨」（吉住、ザ・マミィと共に、2019年8月19日、渋谷ユーロライブ[59]）
- 「5日後に新ネタ10本くらいやるライブ」（吉住とのユニット「最高の人間」のライブ、2022年7月22日、渋谷ユーロライブ[60]）

### 単独公演
- 第1回単独公演『岡野博覧会』(2022年7月8日・9日、草月ホール[61])
- 第2回単独公演『岡野博覧会』(2023年10月19日・20日、草月ホール)
- 第3回単独公演『岡野博覧会』(2024年9月4日・5日、草月ホール)
- 第4回単独公演『岡野博覧会』(2025年7月5日・6日、草月ホール)

### 連載
- 岡野陽一のオジスタグラム（エキレビ!、2019年6月13日 - ）